# بروسبيرو ألبيني
بروسبيرو ألبيني (المعروف أيضًا باسم بروسبر ألبينوس) (23 نوفمبر 1553 - 6 فبراير 1617) كان طبيبًا وعالم نباتات من البندقية. سافر حول مصر وشغل منصبًا في الحديقة النباتية في بادوفا. كتب العديد من المقالات حول النباتات الغريبة ذات القيمة الاقتصادية والطبية. تعتبر شروحاته لنباتات البن والموز الأقدم في الأدب الأوروبي. سمى كارولوس لينيوس جنس الخولنجان المنتمي للفصيلة الزنجبيلية على اسمه تكريمًا له.

## السيرة الذاتية
وُلد ألبيني في ماروستيكا، وهي بلدة قريبة من فيتشنزا، وكان والده فرانشيسكو يعمل طبيبًا. خدم ألبيني في شبابه لفترة في جيش ميلانو، لكنه توجه عام 1574 لدراسة الطب في بادوفا. لكن أذواقه وشغفه كان متوجهًا نحو عالم النباتات، وتأثر بملكيور غيلاندينو، ولتوسيع معرفته بالنباتات الغريبة والنادرة سافر إلى مصرعام 1580 بصفة طبيب لجورج إيمو، قنصل البندقية في القاهرة، وكان قد حصل على هذا المنصب بمساعدة من أنطونيو موروسيني. عمل من 1587 حتى 1590 في البندقية، وباسانو، ثم في جنوة طبيبًا لجيوفاني أندريا دوريا.
قضى في مصر ثلاث سنوات، ومن خلال ممارسته في إدارة مزارع أشجار النخيل التي لاحظ وجودها هناك، تعلم الفروق الجنسية في النباتات، والتي أصبحت فيما بعد مهمة في أساس نظام التصنيف لينيان. ويقول: «إن إناث التمر أو النخيل لا تثمر إلا إذا اختلطت أغصان الذكر والأنثى معًا؛ أو إذا ما لم يتم رش الغبار الموجود في غمد الذكر أو أزهار الذكور على الزهور النسائية».
لدى عودته، أقام فترة في جنوة حيث عمل طبيبًا لأندريا دوريا، وفي عام 1593، عين أستاذًا لعلم النبات في بادوفا، وبعد وفاة جياكومو أنطونيو كورتوزو (1513-1603)، عُيّن مسؤولًا في الحديقة النباتية هناك. جعلته معرفته بالنباتات الطبية الأكثر طلبًا بعد استشارة طبية من آخرين مثل أليساندرو ماساريا. عانى في نهاية حياته من التهاب المفاصل والجلد والحبسة الاستقبالية. توفي في 6 فبراير 1617 ودفن في كاتدرائية القديس أنطونيو، وخلفه في الكرسي النباتي ابنه ألبينو ألبيني الذي توفي عام 1637.

## كتبه
بعد كتاب موسوعة نباتات مصر (باللاتينية: De Plantis Aegypti liber) أشهر عمل لألبيني حول النباتات. قدم هذا العمل عددًا من أنواع النباتات التي لم تكن معروفة من قبل لدى علماء النبات الأوروبيين بما في ذلك اللبلب، والقلقل، والمسكي، التي تعد المناطق الاستوائية موطنها الأصلي، وكانت تزرع بالري الصناعي في مصر في ذلك الوقت. شملت الأنواع الأخرى التي كتب حولها نبات سيسبان سيسباني وشجرة التبلدي. من بين أوائل العلماء الذين تبنوا الأسماء النباتية الجديدة التي اقترحها ألبيني: عالم النبات كارولوس كلاسياس (توفي 1609) ويوهان بوهين (توفي عام 1613)، وغاسبار بوهان (توفي عام 1624) ويوهان فيسلينجيوس (زار مصر في عشرينيات القرن السادس عشر وتوفي عام 1649).
نُشر كتاب حول النباتات الغريبة لبروسبيرو ألبيني عام 1629 بعد وفاته، وشمل الكتاب مواد إضافية وشروحات حول ما ذكره في كتابه الأول. يقال إن نبات البن قد ذكر لأول مرة في كتابه موسوعة نباتات مصر الذي نُشر في أوروبا، على الرغم من أن المسافر الألماني ليونارد راولف تذوق القهوة في حلب عام 1573 ووصف آثارها في عام 1582

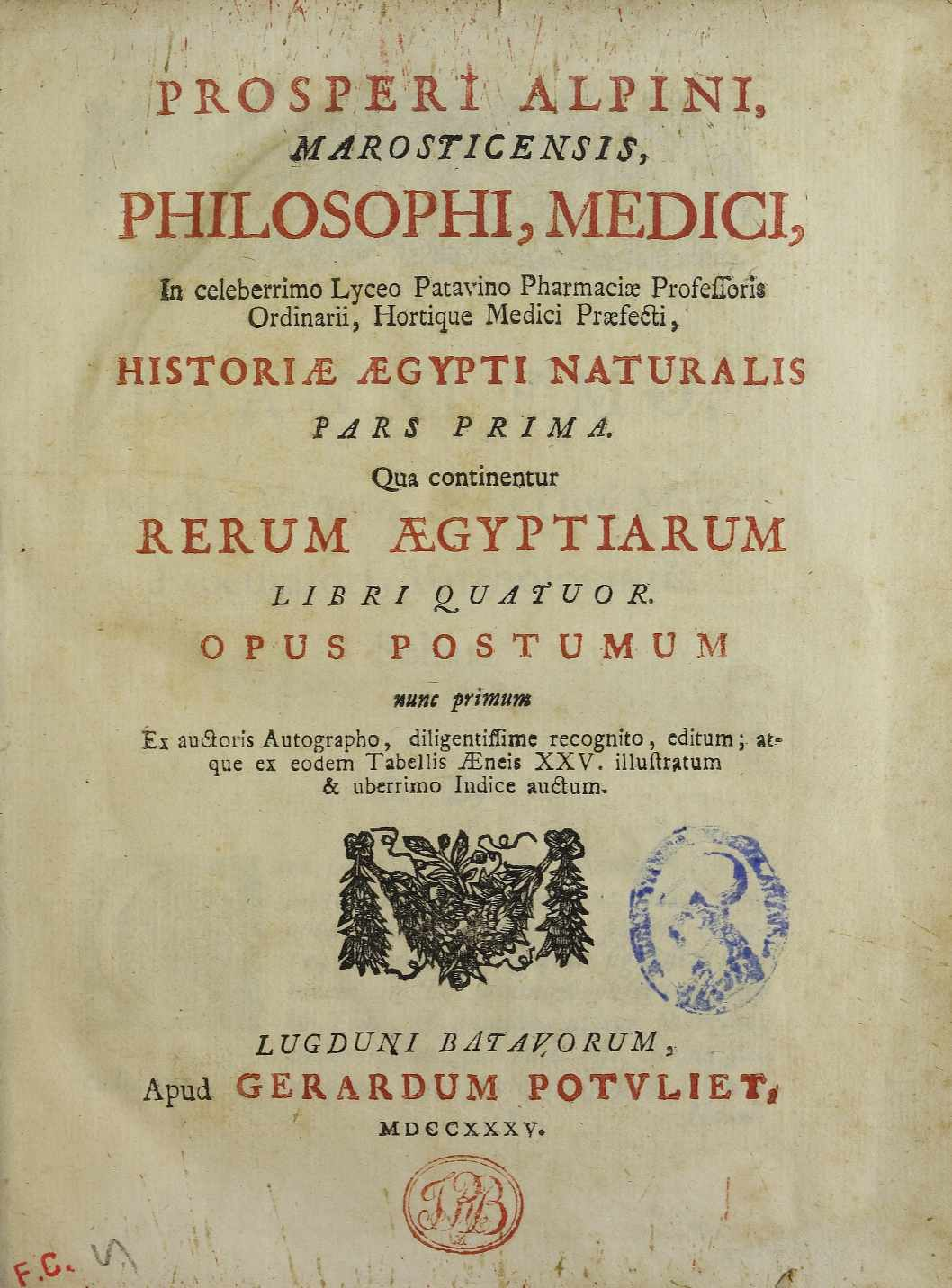
Historia Aegypti naturalis, 1735